# Делатр, Альфред Луи

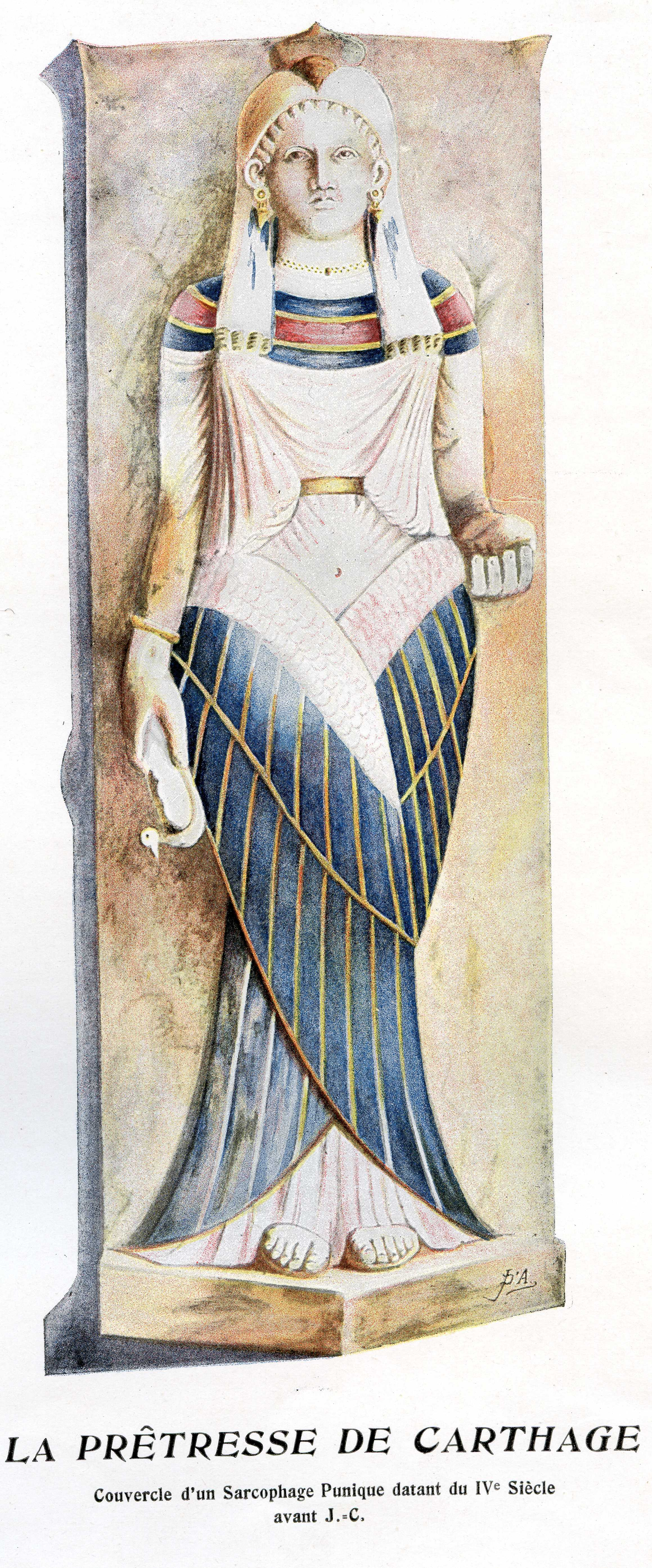
Фрагмент саркофага, найденный А. Делатром в Карфагене

Альфред Луи Делатр известный также, как преподобный Отец Делатр (фр. Alfred Louis Delattre; 26 июня 1850, Девиль-ле-Руан — 12 января 1932, Карфаген) — французский археолог, директор музея, капеллан.
Направленный в качестве миссионера в Алжир, стал капелланом церкви Святого Людовика Карфагенского и консерватором археологического музея в Алжире.
Автор ценных исследований среди руин древнего Карфагена. Главный руководитель раскопок, производимых на месте древнего города и в его окрестностях. Делатру удалось открыть ряд надгробных памятников старинного еврейского кладбища в Карфагене, которые, по его мнению, относились к древнейшей эпохе города.
В 1875 году стал директором Musée Lavigerie de Saint-Louis de Carthage, основанного его усилиями.
Среди его работ по археологии и церквям Африки:
- «Carthage et Tunisie au point de vue archéologique» (Тунис, 1883);
- «Inscriptions chrétiennes Carthage» (1884—1885);
- «Fouilles à Damous-el-Karitu»;
- «Souvenirs de la croisade de Saint Louis trouvés à Carthage» (1888);
- «Les tombeaux puniques de Carthage» (1890);
- «Souvenirs de l’ancienne église d’Afrque» (1893);
- «Musée Lavigerie de Saint-Louis de Carthage» (3 т., 1899—1900)